# Lo Crestet (Ardecha)
Lo Crestet (en francès Le Crestet) és un municipi francès situat al departament de l'Ardecha i a la regió d'Alvèrnia-Roine-Alps. L'any 2007 tenia 533 habitants.

## Demografia

### Població
El 2007 la població de fet de Le Crestet era de 533 persones. Hi havia 237 famílies de les quals 71 eren unipersonals (51 homes vivint sols i 20 dones vivint soles), 75 parelles sense fills, 79 parelles amb fills i 12 famílies monoparentals amb fills.
La població ha evolucionat segons el següent gràfic:
Habitants censats

### Habitatges
El 2007 hi havia 337 habitatges, 237 eren l'habitatge principal de la família, 83 eren segones residències i 18 estaven desocupats. 299 eren cases i 36 eren apartaments. Dels 237 habitatges principals, 182 estaven ocupats pels seus propietaris, 51 estaven llogats i ocupats pels llogaters i 4 estaven cedits a títol gratuït; 4 tenien una cambra, 17 en tenien dues, 53 en tenien tres, 69 en tenien quatre i 93 en tenien cinc o més. 187 habitatges disposaven pel capbaix d'una plaça de pàrquing. A 108 habitatges hi havia un automòbil i a 106 n'hi havia dos o més.

### Piràmide de població
La piràmide de població per edats i sexe el 2009 era:
| Homes | Edats   | Dones |
| ----- | ------- | ----- |
| 0     | 95 o +  | 0     |
| 0     | 90 a 94 | 0     |
| 4     | 85 a 89 | 4     |
| 0     | 80 a 84 | 8     |
| 4     | 75 a 79 | 8     |
| 4     | 70 a 74 | 8     |
| 16    | 65 a 69 | 16    |
| 28    | 60 a 64 | 16    |
| 8     | 55 a 59 | 24    |
| 12    | 50 a 54 | 12    |
| 20    | 45 a 49 | 8     |
| 8     | 40 a 44 | 24    |
| 16    | 35 a 39 | 16    |
| 24    | 30 a 34 | 36    |
| 20    | 25 a 29 | 20    |
| 16    | 20 a 24 | 8     |
| 8     | 15 a 19 | 8     |
| 20    | 10 a 14 | 12    |
| 12    | 5 a 9   | 24    |
| 20    | 0 a 4   | 8     |

## Economia
El 2007 la població en edat de treballar era de 346 persones, 262 eren actives i 84 eren inactives. De les 262 persones actives 244 estaven ocupades (131 homes i 113 dones) i 18 estaven aturades (5 homes i 13 dones). De les 84 persones inactives 33 estaven jubilades, 26 estaven estudiant i 25 estaven classificades com a «altres inactius».

### Ingressos
El 2009 a Le Crestet hi havia 232 unitats fiscals que integraven 530 persones, la mediana anual d'ingressos fiscals per persona era de 14.308 €.

### Activitats econòmiques
Dels 16 establiments que hi havia el 2007, 3 eren d'empreses alimentàries, 3 d'empreses de construcció, 2 d'empreses de comerç i reparació d'automòbils, 1 d'una empresa de transport, 3 d'empreses d'hostatgeria i restauració, 1 d'una empresa immobiliària, 2 d'empreses de serveis i 1 d'una entitat de l'administració pública.
Dels 4 establiments de servei als particulars que hi havia el 2009, 2 eren lampisteries, 1 electricista i 1 restaurant.
L'únic establiment comercial que hi havia el 2009 era una fleca.
L'any 2000 a Le Crestet hi havia 23 explotacions agrícoles que ocupaven un total de 304 hectàrees.

## Equipaments sanitaris i escolars
L'únic equipament sanitari que hi havia el 2009 era una ambulància.

## Poblacions més properes
El següent diagrama mostra les poblacions més properes.